# Loscouët-sur-Meu
Loscouët-sur-Meu es una comuna francesa situada en el departamento de Côtes-d'Armor,en la región de Bretaña.

## Demografía
| 814 | 700 | 653 | 622 | 631 | 603 | 630 |
| Para los censos de 1962 a 1999 la población legal corresponde a la población sin duplicidades (Fuente: INSEE [Consultar]) |     |     |     |     |     |     |